# ランドサット6号
ランドサット6号(英語: Landsat 6)はアメリカ合衆国の地球観測衛星。ランドサット計画6機目の計画継続のために設計された衛星で、これまでよりも向上した装置類を搭載していた。
1993年10月5日にタイタン23Gで打ち上げられたが、軌道への到達に失敗した。この結果、ランドサット4号とランドサット5号は設計寿命を大幅に上回る期間使われ続けることになった。なお、7号は1999年に打ち上げられており、5号は2013年まで利用された。
ランドサット6号は5号まで搭載されていたマルチスペクトラルスキャナ(MSS)が省略され、以前のセマチック・マッパを全整色性バンドで15m級の分解能に改良した向上型セマチック・マッパ(ETM)が搭載されていた。

## 註
1. ↑  "Landsat 6 failure attributed to ruptured manifold" (PDF) (Press release). NOAA. 10 March 1995.
2. ↑  “Landsat 6”.   USGS. 2013年8月20日閲覧。